# Unión Progreso y Democracia
Die Unión Progreso y Democracia (UPYD, früher auch abgekürzt als UPyD oder UPD) (dt. Einheit, Fortschritt und Demokratie) war eine 2007 gegründete spanische politische Partei. Sie verstand sich als zentristisch-liberale Alternative zwischen der konservativen Partido Popular und der sozialdemokratischen PSOE. Ein wesentlicher Bestandteil ihres Programms war die Ablehnung der regionalen Nationalismen, wie sie etwa von den baskischen Parteien PNV und EA oder den katalanischen CiU und ERC vertreten werden.

## Geschichte
Vorsitzende der Partei war von 2007 bis 2015 Rosa Díez, die zuvor Präsidentin des baskischen Regionalverbands der PSOE sowie Mitglied des Europaparlaments gewesen war, dann aber aus Protest gegen die Verhandlungen der Regierung Zapatero mit der baskischen Terrororganisation ETA aus der PSOE ausgetreten war.
Mehrere bekannte Persönlichkeiten unterstützten UPYD, darunter der Ex-Präsident des Forums von Ermua Mikel Buesa, die Philosophen Carlos Martínez Gorriarán und Fernando Savater sowie der Schriftsteller Mario Vargas Llosa.
Mitte 2009 kam es zu parteiinternen Konflikten, bei denen eine Gruppe um Mikel Buesa den ihrer Ansicht nach autoritären Führungsstil Rosa Díez' und den Mangel an parteiinterner Demokratie kritisierte. Die Auseinandersetzungen führten schließlich zum Parteiaustritt zahlreicher Kritiker, darunter mehrere Gründungsmitglieder sowie Inhaber von Vorstandsposten auf nationaler und regionaler Ebene. Auch in den folgenden Jahren war die jüngste der im Parlament vertretenen Parteien wiederholt von prominenten Rück- und Austritten betroffen. Nach einem Höchststand von 6634 im Jahr 2011 hatte die UPYD 2012 zwischenzeitlich nur noch 6068 Mitglieder, im September 2013 dann 6165. Im Juli 2015 hatte die Partei 4.028 Mitglieder.
Nachdem die UPYD seit der Parlamentswahl 2011 in den Umfragen stetig zulegen konnte und zeitweise als drittstärkste Partei ausgewiesen wurde, wurden die Umfragewerte für die UPYD konstant geringer. Besonders an die liberale Partei Ciudadanos verlor die UPYD Anhänger. Zeitweise war eine Fusion zwischen UPYD und Ciudadanos im Gespräch. Nachdem Parteichefin Díez dies jedoch abgelehnt hatte, traten mehrere Parteifunktionäre der UPYD zu den Ciudadanos über. Daraufhin lag die UPYD in den Umfragen bei unter einem Prozent, während die Ciudadanos bei etwa 15 Prozent lagen. Bei den Regional- und Kommunalwahlen vom 24. Mai 2015 musste die UPYD starke Verluste hinnehmen, sodass die Parteivorsitzende Rosa Díez ankündigte, beim nächsten Parteitag nicht mehr für den Parteivorsitz zur Verfügung zu stehen und sich nach Ablauf der Legislaturperiode aus der Politik zurückzuziehen.
Am 11. Juli 2015 wurde Andrés Herzog zum neuen Vorsitzenden der UPYD gewählt. Er setzte sich dabei gegen die Kongressabgeordnete Irene Lozano durch. Lozano selbst verließ wenige Monate später die UPYD und kündigte an, bei den Parlamentswahlen am 20. Dezember für die PSOE zu kandidieren.
Infolge der internen Querelen innerhalb der Partei sowie des Estarkens der Ciudadanos fiel die UPYD bei der Parlamentswahl 2015 von 4,7 % auf 0,6 % zurück und verlor sämtlich Mandate im Kongress. Anfang 2016 trat Parteichef Herzog aufgrund des Wahlergebnisses zurück, sein Nachfolger wurde der einzige noch verbliebene Abgeordnete der UPYD auf regionaler Ebene Gorka Maneiro, welcher die Partei zuletzt noch im baskischen Regionalparlament vertrat. Herzog und Díez verließen im Februar 2016 die UPYD. Maneiro wurde 2017 von Cristiano Brown als Parteichef abgelöst.
Zur Europawahl 2019 kandidierte die UPYD, die mit Maite Pagazaurtundua nur noch eine ihrer einst vier Vertreter im EU-Parlament stellte, gemeinsam mit den Ciudadanos auf deren Liste. Dieses Wahlbündnis erreichte 12,2 % der Stimmen, sodass Pagazaurtundua, die auf Listenplatz zwei kandidierte, erneut ins Europäische Parlament einzog. Zur Parlamentswahl im November 2019 kandidierten UPYD-Mitglieder erneut auf der Liste der Ciudadanos, ohne jedoch einen Sitz zu erringen.
Am 18. November 2020 ordnete ein Richter die Auflösung der Partei und ihre Löschung aus dem Register der politischen Parteien an, da sie nicht über die finanzielle Zahlungsfähigkeit verfügte, um die mit einem ehemaligen Arbeitnehmer abgeschlossenen Schulden zu begleichen. Die Partei kündigt an, gegen das Urteil Berufung einzulegen. Am 6. Dezember 2020 wurde bekannt gegeben, dass die Partei keine Berufung mehr gegen das Urteil einlegen und damit UPyD förmlich auslöschen würde.

## Parteiname
Den Ursprung der drei Konzepte, aus denen sich der Name der Partei zusammensetzt, erläuterten Rosa Díez in einem Zeitschrifteninterview vor der Registrierung der UPyD im Jahr 2007 und in einem späteren Fernsehinterview sowie Mikel Buesa bei der Vorstellung der Partei im Jahr 2007: Das Wort „Einheit“ stand für seine unbedingte Verteidigung der Einheit Spaniens als notwendige Bedingung für die Gleichheit aller Spanier vor dem Gesetz. Das Wort „Fortschritt“ stand für seinen Progressivismus, der sozialliberale Wurzeln hatte und die Freiheitsrechte und die Wahlfreiheit respektierte. Und das Wort „Demokratie“ stand für seinen radikalen Einsatz für die Regeneration der Demokratie von innerhalb der Institutionen.
Rosa Díez, Fernando Savater, Carlos Martínez Gorriarán und Juan Luis Fabo waren verantwortlich für die Wahl des Parteinamens sowie die Eintragung ins Parteienregister. Sie entschieden sich für die Begriffe „Einheit, Fortschritt und Demokratie“. Rosa Díez erklärte dazu: „In Spanien gab es bislang keine Partei, die die erforderliche demokratische Bildung praktizierte und diese Begriffe ohne Vorbehalte vertrat. Tatsächlich mangelt es an Einheit unter den Spaniern, an fortschrittlicher Politik, und der Weg zu einer qualitativ hochwertigen Demokratie ist noch lang.“

## Wahlen
Bei den Spanischen Parlamentswahlen 2008 gewann die Partei bei landesweit 1,2 % der Stimmen ein Kongressmandat im Wahlkreis Madrid für Rosa Díez. Ihren Anteil konnte die UPYD bei den folgenden Parlamentswahlen 2011 auf 4,7 % steigern, was eine Steigerung von einem auf seitdem fünf Mandate bedeutete. 2015 verlor sie alle Mandate und fiel auf 0,6 % der Stimmen. 2016 erreichte sie nur noch 0,2 % und verzichtete bei den Wahlen Anfang 2019 auf eine erneute Kandidatur.
Bei den baskischen Regionalwahlen 2009 kam die UPYD auf 2,1 % der Stimmen und ebenfalls einen Sitz, den sie 2012 mit 1,94 % verteidigen konnte. 2016 trat die UPYD nicht mehr an.
Bei der Europawahl 2014 steigerte die Partei ihren Anteil gegenüber 2009 von 2,87 auf 6,50 % und stellte vier Abgeordnete im Europäischen Parlament, die sich der Fraktion der Allianz der Liberalen und Demokraten für Europa (ALDE) anschlossen. Zur Europawahl 2019 trat die Partei nicht mehr an und unterstützte stattdessen die Kandidatur von Ciudadanos, auf deren Liste auch UPyD-Mitglieder antraten. Die Partei stellt mit Maite Pagazaurtundua eine Abgeordnete, die der Fraktion Renew Europe angehört.
| Wahl                           | Datum             | Stimmen   | %      | Mandate |
| ------------------------------ | ----------------- | --------- | ------ | ------- |
| Parlamentswahl in Spanien 2008 | 9. März 2008      | 306.079   | 1,19 % | 1       |
| baskische Regionalwahlen       | 1. März 2009      | 22.233    | 2,15 % | 1       |
| Europawahl in Spanien 2009     | 7. Juni 2009      | 451.866   | 2,85 % | 1       |
| Regionalwahlen Madrid          | 22. Mai 2011      | 189.055   | 6,32 % | 8       |
| Parlamentswahl in Spanien 2011 | 20. November 2011 | 1.143.225 | 4,70 % | 5       |
| Regionalwahlen Asturien        | 25. März 2012     | 18.813    | 3,75 % | 1       |
| baskische Regionalwahlen       | 21. Oktober 2012  | 21.539    | 1,94 % | 1       |
| Europawahl in Spanien 2014     | 25. Mai 2014      | 1.022.232 | 6,51 % | 4       |
| Parlamentswahl in Spanien 2015 | 20. Dezember 2015 | 155.153   | 0,62 % | 0       |